# Wolfgang Kuhn (Biologe)
Wolfgang Kuhn (* 2. Mai 1928 in Friedberg; † 31. Januar 2001 in Homburg) war ein deutscher Biologe und evolutionistischer Kreationist.

## Leben
Wolfgang Kuhn war zuerst Arbeiter. Er studierte 1948 bis 1954 Botanik, Zoologie, Chemie, Geographie und Philosophie an der Universität Frankfurt am Main. Er war danach als Dozent an den Pädagogischen Hochschulen in Trier, Koblenz und Saarbrücken tätig. Ab 1978 bis 1993 war er Professor für Biologie an der Universität Saarbrücken. Ferner war er für viele Jahre als Dozent am überdiözesanen Studienhaus St. Lambert in Lantershofen tätig.

## Publizistische Tätigkeit
Kuhn unterstützte die Auffassung des Intelligent Design. Er war als Moderator verschiedener Fernseh- und Hörfunksendungen tätig.
Außerdem veröffentlichte er Schul- und Jugendbücher sowie Aufsätze zu Grenzfragen zwischen Biologie und Theologie, in denen er akademische Ansichten der Biologie hinterfragte und behauptete, Darwins Theorien seien widerlegt. Er plädierte für den Schöpfungsglauben, ging aber nicht davon aus, dass Gott die Welt in sechs Tagen erschuf, wie es in der Bibel steht, sondern übernahm das wissenschaftlich allgemein akzeptierte Alter des Lebens und der Erde von mehreren Milliarden Jahren (Langzeitkreationismus).

## Veröffentlichungen (Auswahl)
Sachbücher
- Ordnung – Geheimnis der lebendigen Schöpfung. Johannes-Verlag, Leutesdorf 1995, ISBN 3-7794-1351-5.
- Als Mann und Frau schuf er sie. Miriam-Verlag, Jestetten 1996, ISBN 3-87449-261-3.
- Stolpersteine des Darwinismus – Ende eines Jahrhundertirrtums. 3. Auflage Christiana-Verlag, Stein am Rhein 1999, ISBN 3-7171-1072-1.

Abenteuerromane für Jugendliche
- Mit Jeans in die Steinzeit. Ein Ferienabenteuer in Südfrankreich. Mit Illustrationen von Michael Olschowy (= dtv junior). dtv, München 1988, ISBN 978-3-423-70144-0 (Erstausgabe: Bitter-Verlag, Recklinghausen  1984, 12. Auflage der Taschenbuchausgabe 1996).
- Die grüne Maske. Ein Ferienabenteuer in Mexiko. Mit Zeichnungen von Peter Klaucke (= dtv junior). dtv, München 1998, ISBN 978-3-423-70467-0 (Originalausgabe).

Zeitschriftenbeiträge
- Der Frankfurter Auschwitzprozeß und der Biologieunterricht. In: Der Katholische Erzieher 17 (=1964) (2), S. 65–68